# ジュブリーホール

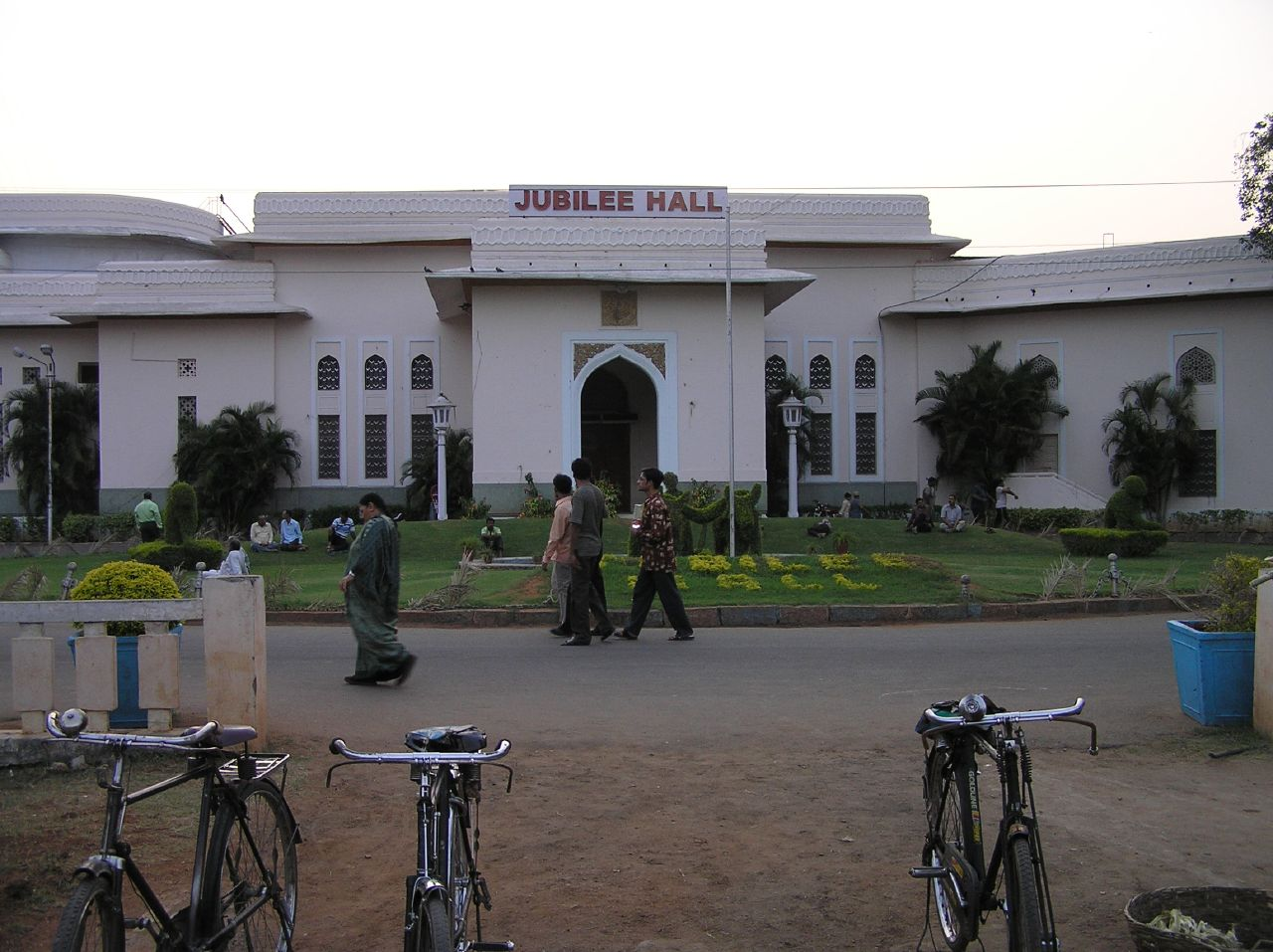
ジュブリーホール

ジュブリー・ホール（英語: Jubilee Hall）は、インドのアーンドラ・プラデーシュ州、ハイデラバード中心部にあるパブリックガーデンの広々とした緑の芝の中に上品に建っている。
もともとこの場所には、1894年にニザーム家9代目藩王マフブーブ・アリー・ハーンが用いた簡素な謁見ホールが建てられていたが、ウスマーン・アリー・ハーンの銀冠式（戴冠25周年）を祝うために、1937年に謁見ホールが解体されて、ジュブリー・ホールへと生まれ変わった。現在も、会議場として使用されている。
ジュブリー・ホール正面は、インド－ペルシア様式の建築を取り入れたとても上品なものである。メインホールは、古典的イスラーム建築様式で、眩いシャンデリアが燦然と輝いている。